# Wingewest
Een wingewest is een gebied dat gebruikt wordt om winst te behalen, oftewel een economisch geëxploiteerde landstreek, meestal door overheden. Een voorbeeld is een gebied waar veel grondstoffen of producten vandaan komen die tegen onredelijk lage prijzen gekocht worden. Veel voormalige koloniën werden als zodanig gebruikt, maar soms soevereine staten en ook niet-koloniale landsdelen.

## Kolonie als wingewest
Tal van landen beschouwden koloniën uitsluitend als gebieden die winst voor het moederland moesten genereren. Belangstelling voor de lokale bevolking was er nauwelijks. Zo heeft België na de Eerste Wereldoorlog het gebied Ruanda-Urundi toegewezen gekregen van de Volkenbond. De Belgen maakten gretig gebruik van dit gebied door grote koffieplantages te stichten op de rijke vulkanische bodem. De verbouw van voedsel werd naar minder rijke gebieden gedreven.
Ook Katanga was een belangrijk wingewest van België. Hier waren het de mijnen die voor de winst zorgden. De plaatselijke Luba-bevolking en gastarbeiders uit Zambia werden hier aan het werk gezet, dikwijls in mensonwaardige omstandigheden.
Onder meer Suriname en Nederlands-Indië werden door Nederland geëxploiteerd. In beide landen werd massaal gebruikgemaakt van plantages om commercieel aantrekkelijke producten te kweken voor de Nederlandse markt.
De term “wingewest” wordt in dit verband wel gebruikt om een (negatief) waardeoordeel te geven over de politieke / economische  koloniale en imperialistische verhouding.

## Landsdeel als wingewest
Soms fungeren binnen naties perifere niet-koloniale gebieden als wingewest. Als voorbeelden hiervan worden Siberië in de Sovjet-Unie en Xinjiang in China genoemd. In de loop van de geschiedenis zijn in onze regionen de generaliteitslanden als Brabant en zuidelijk Limburg, en daarnaast Drenthe, Vlaanderen en Groningen als zodanig aangeduid.
Vooral voor Groningen is de term de laatste decennia veelvuldig gebruikt. Immers, hoewel Nederland na de vondst van de aardgasbel bij Slochteren miljarden verdiende aan Gronings aardgas, werd weinig in deze provincie geïnvesteerd. De destijds afbrokkelende werkgelegenheid (strokarton-industrie, scheepsbouw etc.) en de Haagse plannen voor opslag van radioactief afval en militaire oefenterreinen versterkten het gevoel van achterstelling en economische exploitatie.
Het gebruik van de term wingewest voor deze regio is onder wetenschappers niet onomstreden. Zo was de economische neergang na de oliecrisis van 1973 niet beperkt tot Groningen, maar gold voor het gehele land. Vooral de arbeidsintensieve industrie trok naar lagelonenlanden met een grote werkloosheid tot gevolg. Desondanks hanteerden veel regionale politici en anderen de aanduiding. Bijvoorbeeld op de door de Communistische Partij van Nederland geïnitieerde zogenaamde Volkscongressen in de periode 1970-1980 werd deze breed geëtaleerd.